# Црква Светог Атанасија Прилепског
Св. Атанасије Прилепски, црква у Р. Македонији код Прилепа, у битољској области. Црква је подигнута, за вријеме цара Душана. Срушени су јој кровови и кубета.